# Marta (opera)
Marta (s podnaslovom Sejem v Richmondu) je komična opera v štirih dejanjih (šestih slikah) Friedricha von Flotowa. Libreto je spisal deloma po načrtu Scribejevega sodelavca, libretista Saint-Georgesa Friderik Viljem Riese, ki je tudi avtor libreta druge poznane Flotowe opere Alessandro Stradella.
Glasba v operi je živahna in polna svežih ter dobrih domislekov. V opero je skladatelj spretno vpletel irsko narodno pesem »Zadnja roža«, ki se večkrat ponavlja v delu, uverturo pa so nekdaj radi igrali v salonih. Krstna predstava je bila 25. novembra 1847 na Dunaju ob navzočnosti skladatelja. Samo na Dunaju je opera doživela nad 500 ponovitev, kar je bilo za tiste čase svojevrsten rekord. 
Najbolj znan odlomek iz opere je arija Lyonela iz tretjega dejanja Oh, lepo zrlo njo moje srečno oko (ital. M’apparì tutt’amor). Pogosto jo na svojih koncertih izvajajo tenoristi.
Na odru ljubljanske Opere je bilo delo uprizorjeno spomladi leta 1933.

## Osebe
- Lady Harriet Durham, častna dama kraljice (Marta) – sopran
- Nancy, njena družica (Julija) – mezzosopran
- lord Tristan Mickleford, njen bratranec – bas
- Lyonel – tenor
- Plumkett, bogat zakupnik – bas
- Sodnik v Richmondu – bas
- Zakupniki in zakupnice, dekleta, lovsko kraljičino spremstvo, sluge.

## Vsebina
Godi se v gradu Lady Harriet, v Richomondu in okolici za časa vladanja kraljice Ane (1702–1714).

### Prvo dejanje

#### Prva slika
Budoar dvorne dame lady Harriet. 
Lady Harriet je naveličana dvornega življenja in zunanjega bleska, zato potoži svoji zaupnici in prijateljici Nancy svoj dolgčas, v katerem mora živeti. Nobena stvar je ne more več razveseliti. Nancy ji svetuje edino in poslednje zdravilo, in sicer ljubezen. V tem slovesno najavijo prihod lorda Tristana. Lord dvori Harrieti, ona pa ga le vleče za nos. Iz daljave prihajajo glasovi deklet in Harriet se odloči, da pojde z Nancy, preoblečena v kmečko obleko na sejem, kjer hoče biti vsaj enkrat vesela med preprostimi ljudmi in uživati vrvenje na sejmišču. Lord je nad načrtom ogorčen, mora pa kot njun zaščitnik iti z njima, preobleče se v zakupnika Boba.

#### Druga slika
Na sejmu deklet v Richmondu. 
Bogati zakupnik Plumkett pride na sejem s svojim pobratimom Lyonelom, čigar poreklo je zavito v skrivnost. Lyonelov oče je nekoč našel kot izgnanec zatočišče v hiši Plumkettovih staršev, kjer je umrl nespoznan, sinu Lyonelu pa je zapustil prstan, ki naj mu prinese v stiski rešitve in varstva.
Sejemski sodnik odpre najem služkinj, h kateremu so prišle tudi Harriet, Nancy in lord Tristan. Plumkettu in Lyonelu sta bili posebno všeč gospodični Harriet in Nancy, jih najameta in jim izročia aro. Namišljene služkinje ne jemljejo resno vse zadeve, kmalu pa jih prepriča razsodba, da mora vsaka služkinja, ki je vzela aro, služiti svojemu gospodarju eno leto.

### Drugo dejanje
Na Plumkettovem domu. 
»Služkinji«, ki ju pripeljejo k novemu gospodarju, sta potrti, ker je šala postala resnica. Pri delu odpovesta, tako da ju morata moža učiti tkanja. Nancy nastopa sedaj z imenom Julija, lady Harriet pa je postala Marta. Julija kmalu zbeži, Plumkett pa jo dohiti; Lyonel pa obljublja Marti, čeprav ne zna delati, prijetno življenje. Delati ji ne bo treba, zato naj poje in naj bo vesela. Prosi jo,
naj mu zapoje narodno pesmico, Marta se sprva brani, nato pa mu le zapoje pesem o roži. Lyonel je očaran, odkrije ji svojo ljubezen in jo prosi za roko. Marta se spomni svojega visokega porekla in stanu ter ga zavrne, kljub temu da jo gane njegova zvesta ljubezen. Plumkett se vrne z Nancy in pošlje služkinji k počitku. Lord Tristan ju je našel in z njegovo pomočjo zbežita v temni noči.

### Tretje dejanje
Gozdna krčma.
Plumkett s kmeti popiva in čaka današnji kraljični dvorni lov, ki bi si ga rad ogledal. Ves presenečen spozna v Nancy služkinjo, ki je zbežala z njegovega doma. Uveljaviti hoče svoje pravice do Nancy, vendar ga spremljevalci prepodijo s sulicami. Lyonel je postal otožen in vzdihuje za svojo Marto. Ona sama pa išče v svoji notranji razdvojenosti samote in sreča Lyonela, ki je presrečen, da jo je spet našel. Sedaj jo ne pusti več, da bi šla od njega. Tudi lady ljubi Lyonela, vendar mu skriva svojo ljubezen, ker je stanovska razlika med njima prevelika. Zatem pokliče lovsko družbo. Lyonel pripoveduje, da je prišla navzoča dama v njegovo hišo kot služkinja, toda nihče mu tega ne verjame. V zapor bi moral, da bi se pa ubranil sramote, izroči Plumkettu prstan, ki naj ga pokaže kraljici, da ga reši in oprosti.

### Četrto dejanje

#### Prva slika
Pri Plumkettovih. 
Lady se odloči s skesanim srcem priznati svojemu dragemu ljubezen, da bi ga ozdravila žalosti in se z njim pobotala. Ona sama je nesla kraljici prstan in mu razkrije, da je bil njegov oče po krivem izgnan grof Derby. Lady mu ponudi svojo roko, Lyonel pa jo obdolži hinavščine in je hladen za vse ljubeznive besede. Obupana, da jo je Lyonel zavrnil, sklene zadnji poizkus in napravi načrt, pri katerem naj ji pomagata Nancy in Plumkett, ki sta se že našla in sporazumela v vseh ljubezenskih vprašanjih.

#### Druga slika
Pred Plumkettovo hišo. 
Postavili so sejem, ki je podoben onemu v Richmondu. Najemniki so sosedje, lady in Nancy sta spet preoblečeni in čakata med drugimi služkinjami. Navzoč je tudi sodnik. Plumkett, ki je pripeljal s seboj otožnega Lyonela, spet izbira med deklami. Sprašuje jih, kaj znajo. Lady — sedaj spet Marta — se obrne k Lyonelu in mu pove, da bo vse življenje posvetila samo njemu. Lyonel se zbudi kakor iz težkega sna in ga preplavi silna sreča. Tudi Plumkett najame Nancy, toda tokrat za vse življenje, dobi pa od nje za aro malo zaušnico, ki sproži pri vseh navzočih smeh. 

## Glasbeni primeri
- Uvertura k operi
- Arija Lyonela v izvedbi Maria Lanze
- Zadnja roža